# Prestelia
Prestelia là một chi thực vật có hoa trong họ Cúc (Asteraceae).

## Loài
Chi Prestelia gồm các loài: